# 10-й км (посёлок)
10-й км (10 км, 10-й киломе́тр, Деся́тый киломе́тр) — посёлок в Пермском крае России. Входит в Губахинский муниципальный округ.

## География
Находится на западном склоне Уральских гор.
Географическое положение
Поселок расположен примерно в 9 километрах на северо-восток по прямой линии от города Губаха, в 32 километрах по дороге.
Климат
Климат континентальный.
— средняя температура самого холодного месяца — 17,8ºС;
— средняя максимальная температура самого жаркого месяца +22,9ºС; — количество осадков за год: 903 мм;
— средняя годовая температура около 0ºС;
— наиболее холодный месяц — январь со средней температурой от −20 до −25ºС;
— наиболее жаркий месяц — июль, средняя температура составляет до +25ºС;
— продолжительность безморозного периода 80-90 дней, вегетационного — 100 дней;
— продолжительность снежного покрова 182—200 дней, годовое количество осадков 400—600 мм.
Уникальным климатическим феноменом является бора — порывистый и холодный штормовой ветер, дующий с юго-востока в районе. Ураганный ветер начинается через 8-10 часов после начала стока холодного воздуха, накапливающегося перед хребтом Белый Спой в долине реки Косьвы. При боре скорость ветра может достигать 32-40 м/с.

## История
Основан поселок как лагпункт Кизеллага, предположительно в 1930—1940-х годах. В 1959 году был впервые упомянут как лагерный пункт «10 км» при лагерном отделении № 7.
С 2004 до 2012 гг. посёлок входил в Широковское сельское поселение Губахинского района, с 2012 до 2022 гг. — в Губахинский городской округ.

## Население
| 1963 | 2010  |
| ---- | ----- |
| 700  | ↗1114 |

Постоянное население поселка было 162 человека, русских 72 % (2002), 1114 человек (2010), 1071 человек (2015).

## Инфраструктура
Ныне в поселке функционирует колония-поселение № 21 ФСИН.

## Транспорт
Посёлок доступен автомобильным и железнодорожным транспортом.
Остановка общественного транспорта «10-й километр».
Железнодорожный разъезд 10 километр.